# Forres
Forres (schottisch-gälisch Farrais) ist ein Royal Burgh Town in Moray im Norden Schottlands mit etwa 9951 Einwohnern am Fluss Findhorn.
Angeblich war Forres bereits dem antiken Geographen Ptolemäus bekannt als Hafen von Varris. Seit dem 12. Jahrhundert war es eine befestigte Anlage zum Schutz des Handels. 

## Sehenswürdigkeiten
- Die 1840 fertiggestellte St John’s Church im historisierenden Italianate-Stil ist in die höchste Kategorie (A) der schottischen Denkmallisteaufgenommen.
- Auch die Tolbooth von Forres, ein historisches Verwaltungsgebäude, und der Findhorn Viaduct sind in diese Kategorie der Denkmalliste eingeordnet.

- An einer Straßenkreuzung im Nordosten der Stadt steht – seit den 1990er Jahren zum Schutz gegen jede Art von Vandalismus und Erosion in einem Panzerglasgehäuse – der Suenostein (englisch Sueno’s Stone).[2] Er ist eine 7 m hohe und ca. 1,35 m breite flache Steinstele (Kreuzstein) aus Rotsandstein und entstammt der Ära der Pikten.

## Wirtschaft
- Am Ortsrand von Forres liegen die Whiskybrennereien Benromach und die inzwischen stillgelegte und zu einem Museum umgebaute Dallas Dhu.
- In Forres entwickelt und produziert die Firma Orbex Trägerraketen für den Start von Kleinsatelliten.

## Sport
Der ortsansässige Fußballclub Forres Mechanics spielt seit 1893 durchgängig in der Highland Football League.

## Städtepartnerschaften
- Mount Dora, Vereinigte Staaten
- Vienenburg (1984–2014) seit der Eingemeindung 2014 Goslar, Deutschland[3]

## Persönlichkeiten
- Hugh Falconer (1808–1865), Paläontologe, Botaniker und Geologe
- Donald Smith (1820–1914), später bekannt als Lord Strathcona, einer der Pioniere der Canadian Pacific Railway
- Robert Rowand Anderson (1834–1921), schottischer Architekt
- Lauren Bell (* 1999), schottische Radsportlerin